# Indigofera pappei
Indigofera pappei är en ärtväxtart som beskrevs av Henry Georges Fourcade. Indigofera pappei ingår i släktet indigosläktet, och familjen ärtväxter. Inga underarter finns listade i Catalogue of Life.